# Macha
Macha – w mitologii goidelskiej była jedną z trzech postaci Morrigan.
Wraz z Anann i Badb tworzyła triumwirat bogiń wojny, należąc do grupy irlandzkich bóstw wojny. Karmiła się głowami swoich wrogów, lecz podobno często leczyła rannych. Uważano, że była królową Ulsteru, której stolicę na cześć jej imienia nazwano Emain Macha. Ona i inne wcielenia Morrigan (Badb i Nemhain) wspomagały lud Tuatha de Danaan w walce z plemieniem Firbolgów.
Przypuszczalnie wiązano ją z brytyjską wiedźmą Morganą Le Fay oraz obecną w wierzeniach Celtów z kontynentu Eponą.